# Costantino Ruggeri
Carlo Ruggeri (Adro, 16 ottobre 1925 – Merate, 25 giugno 2007) è stato un francescano, pittore e scultore italiano, ideatore e costruttore di 30 nuove chiese e di grandi vetrate diffuse in tutta Italia e all'estero.
Noto col nome religioso di Padre Costantino Ruggeri, viene ricordato come innovatore dell'arte sacra, precursore delle indicazioni a essa relative del Concilio Vaticano II, realizzatore della Fondazione Frate Sole allo scopo di premiare, ogni quattro anni dal 1996, nell'ambito delle chiese cristiane, lo spazio mistico che si distingua per qualità artistiche tese a fare dello spazio sacro un luogo di esaltazione spirituale.

## Biografia
Nasce ad Adro (Brescia) in Franciacorta, il 16 ottobre del 1925, da una famiglia di gente semplice, il papà era operaio stagionale.
Nel 1938 entra nel collegio Serafico di Saiano per iniziare il percorso di formazione come Frate Minore Francescano. Riceve l’ordine sacerdotale nel Duomo di Milano dal cardinale Ildefonso Schuster il 1 luglio 1951.
Frequenta a Milano l'Accademia di Brera dove si diploma in scultura nel 1962 con Luciano Minguzzi.
Nel 1959 chiede di essere trasferito dal Convento di Sant'Antonio di Milano a quello di Santa Maria di Canepanova a Pavia, dove risiederà fino agli ultimi giorni della sua vita. In questo convento ricava gradatamente il suo studio da una soffitta-granaio luminosa e austera che diventerà l'ambiente ideale per studiare e lavorare alle sue creazioni, avvolto nel silenzio o dalle note della musica classica.

### Esperienze artistiche
Nel 1949, quando aveva 24 anni, affronta la sua prima prova artistica dipingendo per il convento francescano di Busto Arsizio un calcolo di affreschi sulla vita del frate di Assisi.
Organizza la sua prima mostra di pittura al Centro San Fedele di Milano che viene presentata da Mario Sironi. I primi anni artistici sono intensi con diverse mostre personali a Genova, Brescia, Como, Torino e una serie di incontri con i più importanti pittori contemporanei, tra cui Lucio Fontana. Frequenta anche lo studio degli architetti Luigi Figini e Gino Pollini, impegnati nel progetto della chiesa della Madonna dei poveri. Attraverso questo confronto, e collaborando con Figini come consulente liturgico, viene a contatto con l’arte sacra.
Entra a far parte del gruppo animato dal cardinale Giacomo Lercaro, architetti Giorgio Trebbi e Glauco Gresleri, che a partire dal 1955 pubblica a Bologna la rivista Chiesa e Quartiere, che punta a promuovere il dibattito nazionale e internazionale sull'architettura e l'arte religiosa moderna. Padre Costantino partecipa attivamente per tutta la vita a questo dibattito cercando di promuovere una cultura di maggiore apertura alla architettura moderna nel campo ecclesiale.
Arrivato a Pavia inizia una collaborazione con l'architetto Luigi Leoni con il quale condivide un sodalizio artistico e umano che durerà tutta la vita. Un'altra ispirazione importante nell'opera di padre Costantino viene dall'incontro nel 1960, attraverso l'Ufficio Nuove Chiese di Bologna, con Le Corbusier.
Nel 1975 apre a Pavia, nel convento Frati Minori di Canepanova dove risiede, lo "Studio ricerche d'arte sacra".

### Fondazione Frate Sole
Il 4 ottobre 1995, presso il palazzo della Triennale di Milano, presenta la Fondazione Frate Sole che ha l'obiettivo di promuovere sin dal periodo formativo universitario l’interesse e la ricerca nel campo dell’architettura di culto.
La Fondazione prende avvio con un nutrito comitato costitutivo; oltre a Costantino Ruggieri sono presenti: Gianfranco Ravasi, Ignazio Breccia Fratadocchi, Glauco Gresleri, Luigi Leoni, Giordano Ercolessi.
Lo stesso fra Costantino organizza un Premio internazionale, volto a promuovere i migliori nuovi edifici religiosi cristiani in tutto il mondo: Il premio viene assegnato ogni quattro anni nel giorno del 4 ottobre festa di San Francesco e la prima edizione risale al 2006. Successivamente è stato creato anche un Premio europeo di architettura sacra, che premia la miglior tesi di laurea sulla progettazione di una nuova chiesa.
Muore lunedì 25 giugno 2007 nell'ospedale di Merate, dove era stato portato a seguito di un malore dal Convento di Sabbioncello, dove si trovava nelle sue ultime settimane di vita.

## Architettura

### Chiese
La costruzione di nuove chiese è stata per padre Costantino un impegno costante sia dal punto vista pastorale che dal punto di vista artistico. In particolare è stato tra i principali animatori del dibattito sul rinnovamento delle costruzioni di culto.
- 1977 - chiesa di Santa Maria della Gioia[5] a Varese nella zona di Montello, è stata realizzata in collaborazione con l'architetto Luigi Leoni,[6] ed è la prima chiesa progettata da Costantino Ruggeri. Ha la forma di una cisterna interamente bianca e con grandi vetrate. La chiesa è stata eretta come succursale della chiesa francescana di Sant'Antonio di Padova alla Brunella.[7]

- 1978-1979 - chiesa di San Francesco[8] a Kayongozi (Burundi), per la quale realizza il progetto e sovrintende alla direzione dei lavori. La chiesa fa parte del Villaggio San Francesco nato con l’arrivo dei frati nel 1973 e destinato ad accogliere i bambini rimasti orfani o mutilati per la guerra e ora diventato anche centro sanitario.[9]

- 1975-1982 - chiesa di Santo Spirito a Pavia - La chiesa fu voluta dal vescovo cittadino Antonio Giuseppe Angioni e fu consacrata il 3 aprile 1982. La chiesa si trova in un'area circondata da un muro in mezzo a un grande giardino nei luoghi in cui si trovava la chiesa medievale dedicata ai santi Spirito e Gallo.

- 1979-1982 - chiesa del Tabernacolo[10] a Genova nel quartiere di Quarto - La posa della prima pietra fu posta il 20 ottobre 1979[11] mentre la consacrazione avviene Il 5 giugno 1982, con una celebrazione presieduta dal cardinale Giuseppe Siri.

- 1982 - chiesa di Nostra Signora della Provvidenza nel quartiere Oregina a Genova. La chiesa è stata progettata in sostituzione della precedente, bruciata nel 1974 in un rogo tragico in cui perse tra l'altro la vita anche il parroco. La nuova chiesa è stata consacrata il 15 giugno 1982 dal cardinale Siri.

- 1988 - chiesa Gesù nostra speranza a Cossato (Biella). La sua forma ricorda una tenda e viene consacrata il 22 maggio 1988.
- 1988 - chiesa del Sacro Cuore di Tortona.

- 1989-1993 - chiesa San Bernardo di Chiaravalle nel quartiere Centocelle a Roma - Progettata con la collaborazione di Luigi Leoni ed è stata consacrata dal cardinale vicario Camillo Ruini il 14 novembre 1993.
- 1990 - chiesa di San Giuseppe e Padre Santo a Genova Nervi. Progetta la chiesa parrocchiale in mezzo a un uliveto con pareti in vetro che si aprono sulla campagna.

- 1989-1991 - chiesa di San Giuseppe artigiano a Matera - La chiesa è stata voluta dal vescovo della città lucana Ennio Appignanesi in una nuova zona di insediamento urbano, caratterizzato anche da una zona artigianale, da cui la dedicazione. La forma della chiesa, realizzata in collaborazione con Luigi Leoni, ricorda “la prua di una vela che va verso la vita”[12]. Come in tutti gli edifici dell’architetto, le pareti sono aperte con vetrate colorate. Sulle pareti interne sono poste le formelle della via Crucis disegnate da frate Costantino. La chiesa, ancora in costruzione è stata benedetta da Giovanni Paolo II in occasione della visita alla città il 27 aprile 1991.

- 1991 - chiesa di San Paolo di Rho - Progettata e realizzata da padre Costantino in collaborazione con l'architetto Leoni. La chiesa è costruita interamente in cemento armato intonacato ricoperta sia internamente sia esternamente da un intonaco. Il frate realizza anche l’altare, il fonte battesimale e il tabernacolo.[13]
- 1994 chiesa parrocchiale del Beato Bonaventura a Potenza - in collaborazione con l’architetto Cosimo Altomare.
- 1994 chiesa parrocchiale della Sacra Famiglia a Potenza - in collaborazione con l’architetto Cosimo Altomare.
- 1996 - chiesa parrocchiale di San Giovanni Battista a Ferrandina (Matera) - in collaborazione con l’architetto Cosimo Altomare.
- 1996 - chiesa parrocchiale di Santa Teresina a Stigliano (Matera) - in collaborazione con l’architetto Cosimo Altomare.
- 1989-1999 - Santuario della Madonna del Divino Amore a Roma - In vista del giubileo del 2000, nel 1987, è incaricato dal Vicariato di Roma di proiettare assieme a Luigi Leoni una nuova chiesa, più ampia, da affiancare al Santuario che era stato edificato nel 1750. Nel 1989 viene approvato il progetto, mentre l’8 gennaio del 1996 viene posta la prima pietra[14] da parte del cardinale vicario Camillo Ruini. La chiesa viene consacrata il 4 luglio 1999 da Giovanni Paolo II. La chiesa, la cui aula può contenere 1 500 persone sedute e 500 in piedi, è edificata ai piedi di una collinetta pienamente integrata con la natura circostante. Lo stesso padre Costantino descrive questo intento: Nel tracciare lo schizzo del nuovo tempio mariano, ho deciso: “Il poggio dentro le mura deve rimanere così com'è , nella sua forte e semplice bellezza". Il tempietto del settecento, con l'immagine della Vergine e del Bambino, continuerà a disegnare il cielo come un "ex voto", come un "fioretto". Nulla dovrà turbare questo paesaggio, che è già di per sé un'ispirazione, un segnale a camminare verso Maria, e con Lei verso Cristo. Un suggerimento pratico mi è venuto anche dall'aver visto, fuori le mura, vicino alla "torre del primo miracolo", che il prato ad un tratto finisce e diventa scarpata. Ho subito pensato di continuarlo creando una grande zolla che si rialza. Mi son detto: «Sopra ci sarà un bel prato verde pieno di fiori di campo e sotto una "grande grotta azzurra", pareti di cristalli colorati inonderanno di luce il pavimento, che la rimanderà sulle bianche vele della volta».[15] L'edificio ha una forma triangolare che converge verso l’angolo in cui è posto l'altare maggiore in marmo bianco ed è ricoperto da un tetto su cui si estende un prato. Le pareti laterali hanno delle grandi vetrate delle varie tonalità del blu. Al di sotto della chiesa in un piano interrato ci trova un auditorio e uno spazio per gli uffici e i servizi.
- 1994-1998 - Chiesa di san Francesco Saverio a Yamaguchi (Giappone) - Padre Costantino progetta, in collaborazione con Luigi Leoni la chiesa e lo spazio esterno (parco memoriale) dedicata al santo che nel 1549 introdusse il cristianesimo in Giappone.[16] La chiesa è stata ricostruita dopo che la precedente, datata 1952, era andata distrutta per un incendio.

- 2000-2001 - chiesa parrocchiale di San Maurizio martire ad Acilia, quartiere della periferia sud di Roma. Progettata in collaborazione con Enzo Capoferri e Cosimo Altomare, la chiesa è costruita in cemento armato a forma piramidale. L'edificio sacro è collegato alle strutture parrocchiali da un corridoio a vetrate.
- 2005-2012 - chiesa Maria Regina a Ca del Sole, Serravalle Scrivia - Il 4 ottobre 2012 viene consacrata la chiesa la cui costruzione aveva avviata prima della morte e completata da Luigi Leone. All'interno, oltre alle vetrate e al tabernacolo vi sono altre opere dell’autore, l'altare, l'ambone e la statua in marmo di Maria Regina[17].

### Cappelle, vetrate e arredi sacri
Oltre alla progettazione di nuovi edifici religiosi padre Costantino progetta e realizza diversi interventi su strutture già esistenti disegnando soprattutto vetrate e arredi interni delle chiese.
- 1961 - chiesa della Beata Vergine Immacolata alla Certosa a Bologna - Realizza il tabernacolo.[18]

- 1970 - vetrate Chiesa di Vajont (PN).
- 1985 - in occasione del completamento della cappella feriale nel coro del Duomo di Milano crea in bronzo l'altare, il tabernacolo, l'ambone e la croce, essenziali per purezza e povertà.

- 1991 - santuario della Madonna del Sangue di Re - Realizza un apparato di finestrone colorate e il nuovo altare di marmo di Carrara del peso di 80 tonnellate, per la parte nuova del santuario realizzato tra il 1922 e il 1958 che ingloba la chiesa storica che contiene l’immagine miracolosa. L'altare viene consacrato il 17 settembre del 1991 dal vescovo di Novara.[19]
- 1992 - chiesa di San Giovanni Bosco a Roma - Realizza il presbiterio e il fonte battesimale. Al centro l'altare è un unico blocco di marmo di 12 tonnellate e ai lati 4 gruppi angelici che sostengono urne contenenti le reliquie di S. Giovanni Bosco e di S. Domenico Savio.
- 1992 - a Bergamo, nell'ottobre di quell'anno, viene consacrato l'altare della nuova cappella del Seminario minore, ideata da P. Costantino nel tentativo di coniugare arte e liturgia con le esigenze concrete di celebrazione e di preghiera di una comunità di ragazzi.

- 1993 - chiesa del Sacro Cuore a Abano Terme - Realizza le vetrate[20] della facciata che raffigurano il sole che sorge e quelle laterali che illustrano il salmo 104. Inoltre realizza la zona del battistero[21] con il fonte battesimale posto su fondo di acqua corrente. Infine l'altare è costruito con un blocco unico di marmo di Carrara, l'ambone e il paliotto.[22]
- 1998 - cattedrale di Palma di Maiorca - Progetta le vetrate della cappella della Trinità della in sostituzione di quelle presenti, datate 1889 e considerate di scarsa qualità. La cappella ospita le spoglie di Jaime II e Jaime III re di Maiorca.[23]
- 2000 - grotta del latte a Betlemme - realizza una nuova cappella in occasione del giubileo nella grotta nella quale secondo la tradizione la Madonna versò del latte dal suo seno mentre allettava il Bambino.[24] La cappella viene consacrata Il 28 dicembre 2006.

- 2007 - Torricella Verzate in provincia di Pavia - Viene inaugurata una cappella dedicata alle vittime della strada. Nell'edificio padre Costantino realizza quattro vetrate tonde.[25]

- Dopo la sua morte l'architetto Leoni utilizza alcune opere e bozzetti di padre Costantino per arredare la chiesa dell’Arsenale della pace, dedicata a Maria madre dei giovani,[26] a Torino, ricavata da un capannone industriale.

### Altre opere
A Borgo a Buggiano (Pistoia), su un'area collinare realizza nel 1976 la casa dei suoi amici Lina e Giordano Ercolessi, tra l'altro molto conosciuti nel milanese perché ex proprietari e fondatori del negozio di penne E.E.Ercolessi, secondo il loro più grande desiderio: una casa aperta alla natura e agli amici, un antico sogno nuovo.
Nel 1989 procede alla ristrutturazione del “Deserto” di Varazze, un convento carmelitano del 1600 per religiosi dediti alla vita eremitica. Sono state rimosse tutte le sovrastrutture per riportarlo all'immagine originale. L'arredo della cappella è stato risolto con espressioni attuali.
A La Spezia, verso la fine dell'anno, incomincia la costruzione del monastero delle suore carmelitane di clausura. Attorno a una villa patrizia ottocentesca vengono modulati il chiostro, la foresteria e una cappella realizzata quasi interamente in cristallo. Il tutto abbracciato dal verde di un folto parco.
Avvertendo l'esigenza di offrire la possibilità, anche alle parrocchie più povere, di realizzare nuove chiese di alta qualità formale con un impegno estremamente ridotto, incomincia con l'architetto Cosimo Altomare lo studio della tecnica della prefabbricazione (1993).
In settembre, chiamato dalla Caritas a dare consigli e suggerimenti per la ricostruzione delle chiese della Croazia devastate dalla guerra, si reca a Zara, Fiume, Zagabria.
Dopo una lunga serie di studi e di indagini nel 2002 presenta con l'architetto Leoni un progetto innovativo di un impianto di cremazione a San Giuliano Milanese “uno spazio - secondo l'artista - pieno di dolcezza e di grande umanità”.
Tra la sua produzione si annoverano anche 4 sculture realizzate in dimore private tra le quali l'opera "EGO" contenuta a villa Edda, dimora costruita nel 1969 dall'architetto Glauco Gresleri a San Benedetto Val di Sambro (BO).
- 2007 - Adro - Realizza su incarico del Comune del suo paese natale una scultura in marmo di Carrara alta 4,5 metri: un busto di donna rappresentante "Il volto della Franciacorta". La parte è decorata con un mosaico di smalti vitrei. La statua è sistemata in una rotatoria del tratto urbano della strada provinciale Rovato-Capriolo.
- 2017 - chiesa parrocchiale di San Rocco Palazzolo - Vengono inaugurate con una messa concelebrata dal cardinale Giovanni Battista Re la vetrata del battistero realizzata su un disegno di padre Costantino.[27] La vetrate fa parte di un ciclo realizzate dallo stesso padre nella facciata con il simbolo della Trinità, nella cappella del tabernacolo, nel lucernario, con la rappresentazione della Creazione: L'ultima vetrata non era stata completata per problemi economici.

## Pubblicazioni e mostre
In occasione dell'esposizione nazionale di architettura religiosa, tenuta alla Villa Reale di Monza con il titolo "1963-1983 – Vent'anni di realizzazione in Italia" ne disegna il manifesto e presenta la documentazione di tre sue chiese. Nel giorno di San Siro del 1983 il Sindaco di Pavia gli conferisce il diploma e la medaglia d'oro di pubblica benemerenza.
Nel marzo del 1989 pubblica un libro sulle sue vetrate che comprende la più significative creazioni dal 1976 al 1988. Il prof Guido Ballo le definisce "cariche di chiuse simbologie dal respiro dell'infinito, grazie all'effetto suggestivo dei colori luminosi e del linearismo che muove le superfici e suggerisce il divenire della vita; una concreta spazialità senza confini". Esce dall'editrice Marietti "Soltanto un fiore", una sua biografia stilata sotto forma di intervista da P. Nazareno Fabbretti.
Con la pubblicazione di “Spazi di luce, il ponderoso e artistico volume che documenta dettagliatamente l'ultimo decennio di lavoro nel campo dell'architettura sacra, si conclude l'attività dell'anno 1995.
In ottobre, al VI Convegno "50 chiese per Roma 2000" presso l'Università Lateranense di Roma, partecipa con una relazione sulla bellezza nello spazio liturgico. A novembre pubblica il volume d'arte in 300 esemplari che riproduce quindici tele dedicate alle stazioni della Via Crucis, che verranno realizzate a mosaico incastonato in grandi blocchi a spacco di Botticino lungo il cammino tra gli ulivi che conduce al cimitero di Adro, suo paese natale.
Nel mese di marzo del 1978 presenta, alla Galleria San Fedele di Milano, "Le celle", proposte sullo "spazio mistico", un archetipo, un modulo dell'anima.
Durante il Congresso Eucaristico Nazionale del 1983, alla Galleria San Fedele di Milano, realizza lo spazio eucaristico "Il sole e il pane" con grandi vetrate.
Nel 1985 a Erbusco e ad Adro, il suo Comune natale, allestisce una mostra antologica di pittura, scultura e vetrate, inaugurata dal ministro Virginio Rognoni.
Nel 2001, presso la Galleria San Fedele di Milano, si apre la mostra di pittura "Costantino Ruggeri, inesausta vitalità". Cecilia De Carli, a proposito delle opere esposte, così si esprime: "Uno stupore abissale prende forma dalla superficie del quadro che si affida al semplice gesto, al colore squillante, alla materia primitiva e luminosa".
Nei saloni del Castello Visconteo di Pavia, promossa dall'Assessorato alla Cultura del Comune, si apre nella primavera del 2002 una mostra antologica delle sue opere per celebrare i suoi cinquant'anni di attività artistica. Un centinaio le opere esposte, per la maggioranza di pittura, ma anche altre testimonianze delle sue creazioni quali vetrate, sculture bianche, "celle".
In occasione della Giornata mondiale della Gioventù a Toronto, a cui partecipa papa Giovanni Paolo II, P. Costantino è uno dei quattro relatori ufficiali di un convegno. Il 26 luglio la sua prolusione ha per tema: "La bellezza, teofania di Dio e felicità dell'uomo".
- 17-30 settembre 2003 - ex chiesa di santa Maria Gualtieri a Pavia - organizza una mostra con una settantina di sue opere dedicate a Pavia, "Nuovo omaggio a Pavia".[28]

Dal 5 novembre 2003 si apre ad Adro, il paese natale di padre Costantino, un vero e proprio percorso museale, in sei luoghi differenti e con temi diversi, che ripercorre i periodi di crescita della sua arte con fotografie, disegni e bozzetti dei progetti: ricca la scelta di sculture, spazi sacri, vetrate, quadri.
- 16-18 gennaio 2015 al Metropolitan Pavillion di New York, nell'ambito del festival "In search of the Human Face", viene realizzata una mostra dedicata alle opere di padre Costantino, titolata "The light of the Resurrection in the peripheries of the world". Sono esposte 3 dipinti e 35 pannelli che illustrano l'attività artistica del frate. L'esposizione è stata curata dall'architetto Luigi Leoni, e da Maria Antonietta Crippa, docente di Storia dell’architettura al Politecnico di Milano, Successivamente l'esposizione è stata riproposta in diverse sedi universitarie nordamericane.
- 14-26 febbraio 2018, nelle sale del Broletto di Pavia, nell'ambito della mostra "Futurismi. Dalla Avanguardia storica, al Nuovo Futurismo, al Postmoderno" sono esposte anche opere di Costantino Ruggeri.[29]
- 15-30 settembre 2018 nelle sale del Palazzo Martinengo a Brescia, mostra di omaggi di vari autori in onore di padre Costantino.[30]

### Riconoscimenti e premi
Il comune di Pavia gli assegna la benemerenza di San Siro, onorificenza attribuita annualmente nel giorno del patrono della città, nel 1983.
Il 7 luglio 1994, all'Arsenale della Pace di Torino, riceve dal Presidente della Repubblica Oscar Luigi Scalfaro il premio di "Artigiano della pace". Il premio è stato ideato nel 1981 dal Sermig, il Servizio Missionario Giovanile francescano e viene conferito a individui e istituzioni "che hanno saputo operare per la pace, attraverso la loro stessa vita, con onestà, fermezza e volontà di dialogo".